# Plutodes signifera
Plutodes signifera là một loài bướm đêm trong họ Geometridae.